# Заслуженный художник Республики Армения
Заслуженный художник Республики Армения (арм. Հայաստանի Հանրապետության վաստակավոր նկարիչ)  — почётное звание Армении. Звание присваивает Президент Республики Армения деятелям изобразительного искусства, деятелям художества, скульптуры, графики, театрально-декорационного и декоративно-прикладного искусства, а также мастерам художественного промысла за создание ценных художественных произведений и содействие развитию искусства.